# Санта-Мария-дель-Кармине (Пиза)

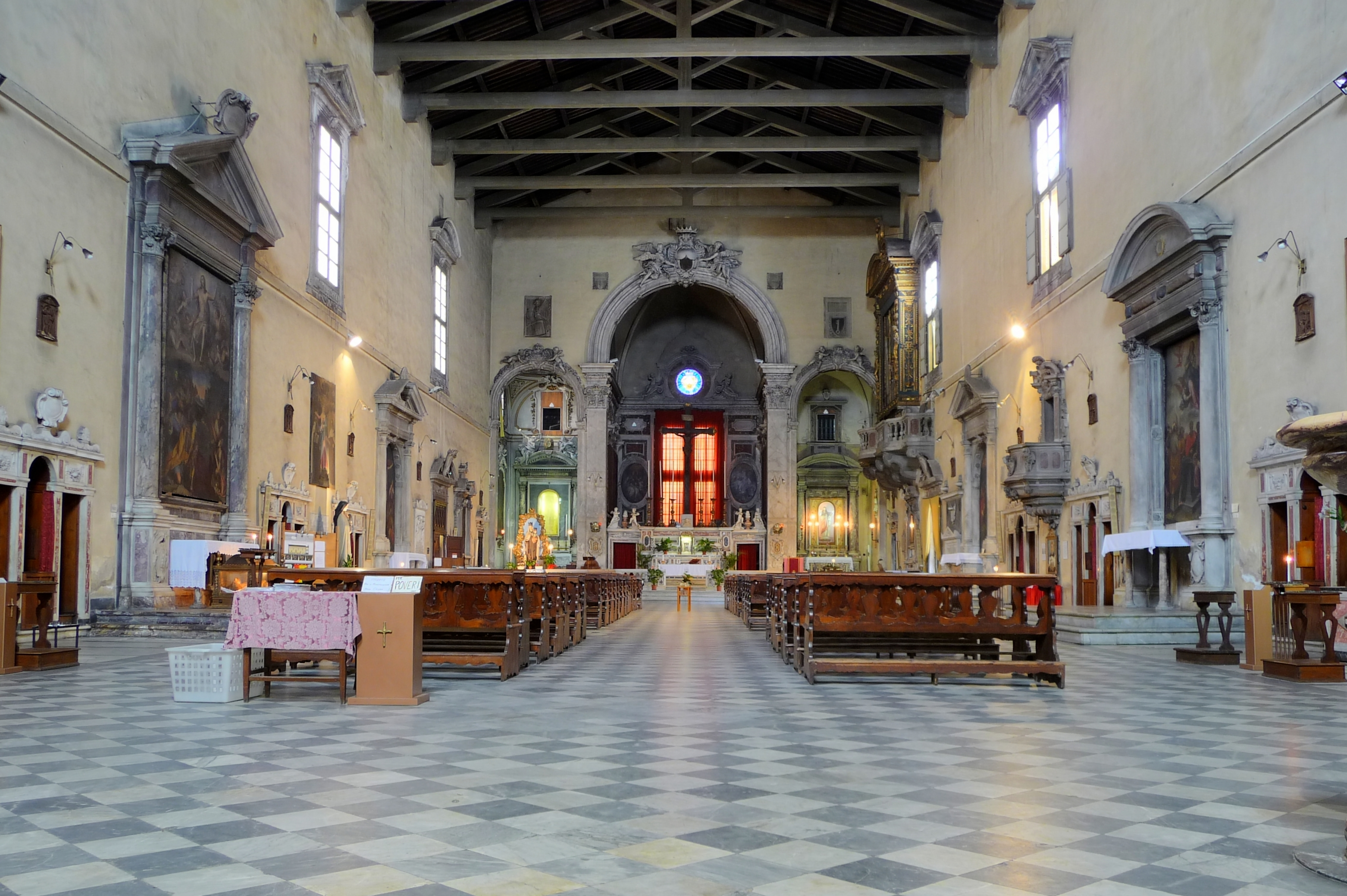
Интерьер

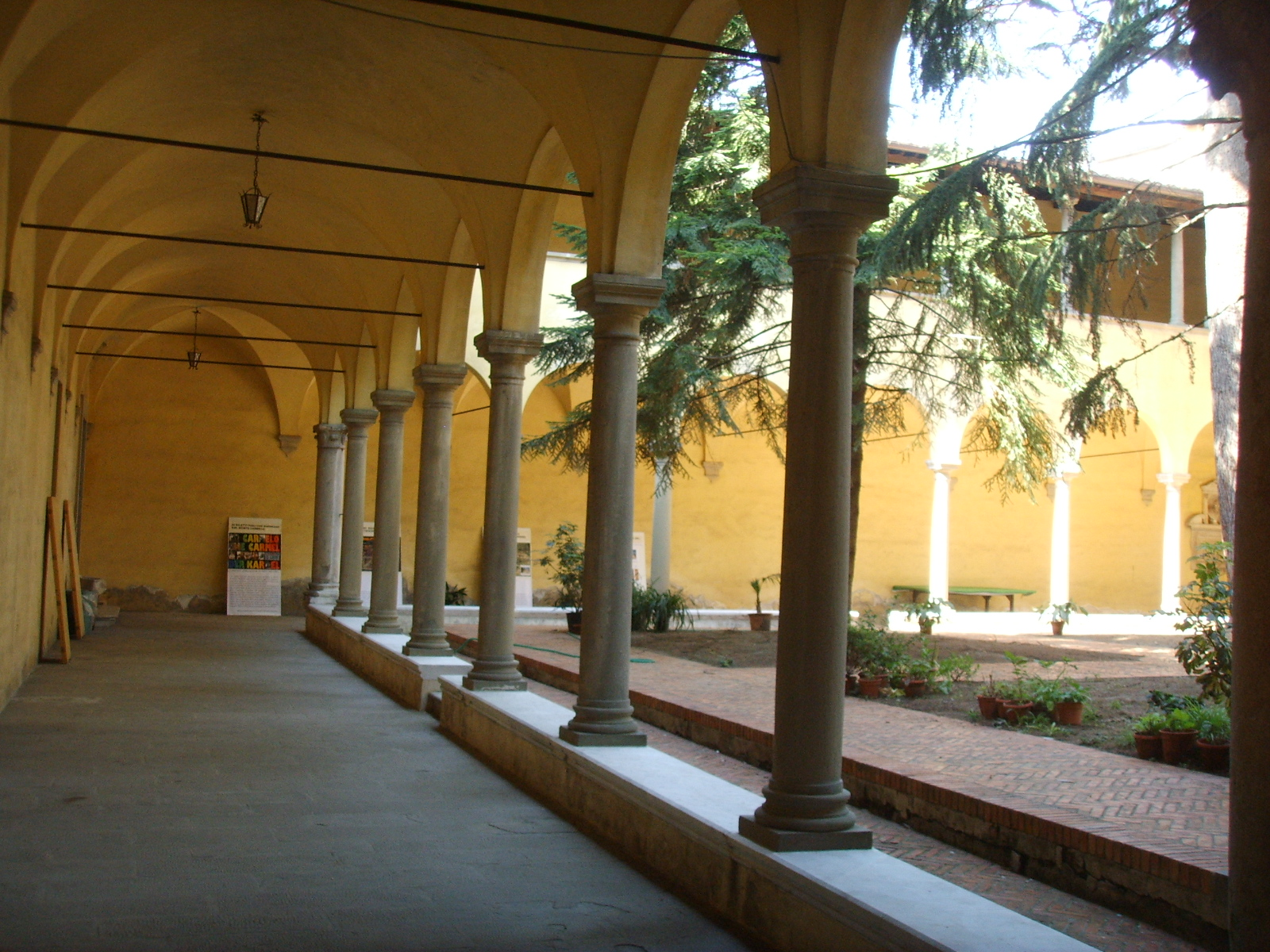
Внутренний дворик

Санта-Мария-дель-Кармине (итал. Santa Maria del Carmine) — церковь в Пизе, расположенная в южной части города, за Арно, на одноимённой площади на улице Корсо Италия (Corso Italia).
Построена в 1324—1328, освящена в честь Пресвятой Девы Марии Кармельской, входила в комплекс монастыря кармелитов (ныне не существующего). В XV веке в церкви сооружён ряд дополнительных капелл и алтарей.
В 1426 Мазаччо создал по заказу нотариуса Джулиано ди Колино дельи Скарси да Сан Джусто для капеллы Святого Юлиана знаменитый полиптих, ныне рассеянный по разным музеям. Лишь одна панель из этого полиптиха, «Святой Павел», до сих пор находится в Пизе, в музее Сан-Маттео.
Имеет однонефный план и открытое стропильное перекрытие. Существенно расширена и перестроена во второй половине XVI века, заново освящена в 1612. Современный простой фасад выполнен в 1830-х годах по проекту Алессандро Герардеска. В двух нишах на фасаде, по сторонам от главного входа — статуи пророка Илии (слева) и Иоанна Крестителя (справа) (1697).
Интерьер церкви обильно украшен, имеются монументальные барочные алтари с картинами:
- Баччио Ломи[англ.], «Мадонна с Младенцем со святыми Варварой, Иоанном Крестителем, Антонием Падуанским и Маргаритой» (1576);
- Аурелио Ломи «Мадонна во славе со святыми» (ок. 1590);
- Санти ди Тито, «Вознесение Девы Марии» (1579—1584)[1];
- Алессандро Аллори, «Вознесение Христа» (1581)[2];
- Андреа Босколи[англ.], «Благовещение» (1594);
- Франческо Курради; «Явление Девы Марии Святому Андрею Корсини» (ок. 1629).
- Крешенцио Гамбарелли[англ.], «Экстаз Святой Терезы Авильской» (1622)[3].

В главном алтаре — монументальное распятие, предположительно, работы пизанского мастера Джузеппе Джакобби (кон. XVII — нач. XVIII).
Первые свидетельства о наличии в церкви органа относятся к 1518. Новый орган был построен в 1613 лукканским мастером Андреа Равани, позднее он многократно перестраивался и ремонтировался. Последняя масштабная реставрация органа была осуществлена в 2013 г.
Церковь претерпела значительные разрушения в период Второй мировой войны. Бомбардировки 1943—1944 причинили большой ущерб крыше и перекрытиям церкви, а также внутреннему дворику. В послевоенный период, в 1965—1973, перекрытия были укреплены железобетонными балками и восстановлена кровля. Последняя реставрация внутреннего дворика была завершена в 2012.
В трапезной в настоящее время находится перенесённая из внутреннего дворика частично сохранившаяся фреска «Благовещение» середины XIV века, предположительно, работы Джованни да Милано. Фрагменты фресок XIV века из-за случайного осыпания поздней штукатурки недавно были обнаружены также и в основном помещении церкви.
В трех люнетах галереи внутреннего дворика частично сохранились фрески начала XVII века — остатки цикла росписей, посвященного жизни Христа и историям из житий святых-кармелитов.
Также во внутреннем дворике — пристенная гробница и бюст Тициано Аспетти работы Феличе Пальмы (1606; копия; оригинал в музее Сан Маттео).
На площади перед церковью — памятник Никколо Пизано работы Сальвино Сальвини (1862).